# Blanka Stajkow
Blanka Stajkov (poljska izgovorjava: [ˈblan.ka ˈstajkɔf], bolgarsko Бланка Стайков), znana kot Blanka, poljska pevka in manekenka * 23. maj 1999.

## Kariera
Blanka se je rodila v Szczecinu materi Poljakinji in Bolgaru očetu.  Leta 2021 je sodelovala v Top modelu, poljskem resničnostnem televizijskem šovu.  V šovu je izdala svoj prvo pesem »Better«.  Naslednje leto je podpisala založbeno pogodbo z Warner Music Poland in izdala svoj drugi singel »Solo«. 
Dne 15. februarja 2023 je bilo objavljeno, da je Blanka ena izmed desetih tekmovalcev Tu bije serce Europy! Wybieramy hit na Eurowizję, poljskem nacionalem izboru za Pesem Evrovizije 2023.  Na izboru je zmagala s pesmijo »Solo«.  Njena zmaga v Tu bije serce Europy! Wybieramy hit na Eurowizję je na Poljskem sprožil polemike zaradi domnevnih prirejenih glasovanj in korupcije v žiriji.  Nastopila je drugem polfinalu Pesmi Evrovizije, kjer je zasedla 3. mesto in se uvrstila v finale. V finalu je s 93 točkami zasedla 19. mesto. 

## Diskografija

### Pesmi
| Naslov                                                                                     | Leto | Najvišja uvrstitev na lestvici | Najvišja uvrstitev na lestvici | Najvišja uvrstitev na lestvici | Najvišja uvrstitev na lestvici | Najvišja uvrstitev na lestvici | Najvišja uvrstitev na lestvici | Najvišja uvrstitev na lestvici | Najvišja uvrstitev na lestvici | Album |
| Naslov                                                                                     | Leto | POL                            | CZE                            | FIN                            | ICE                            | IRE                            | LTU                            | SWE                            | UK                             | Album |
| ------------------------------------------------------------------------------------------ | ---- | ------------------------------ | ------------------------------ | ------------------------------ | ------------------------------ | ------------------------------ | ------------------------------ | ------------------------------ | ------------------------------ | ----- |
| »Better«                                                                                   | 2021 | —                              | —                              | —                              | —                              | —                              | —                              | —                              | —                              | —     |
| »Solo«                                                                                     | 2022 | 4                              | 12                             | 24                             | 11                             | 85                             | 1                              | 3                              | 56                             | —     |
| »Boys Like Toys«                                                                           | 2023 | 19                             | —                              | —                              | —                              | —                              | —                              | —                              | —                              | —     |
| »Rodeo«                                                                                    | 2023 | 4                              | 2                              | —                              | —                              | —                              | —                              | —                              | —                              | —     |
| »Cara Mia«                                                                                 | 2024 | 11                             | —                              | —                              | —                              | —                              | —                              | —                              | —                              | —     |
| »If U Want Me«                                                                             | 2024 | —                              | —                              | —                              | —                              | —                              | —                              | —                              | —                              | —     |
| »—« označuje pesmi, ki niso bile uvrščene na lestvico ali niso bile izdane na tem ozemlju. |      |                                |                                |                                |                                |                                |                                |                                |                                |       |